# Даскіл (син Тантала)
Даскі́л (дав.-гр. Δάσκυλος) — персонаж давньогрецької міфології, цар мірандіан з Малої Азії, син Тантала, батько Ліка, дід онука-тезки. 
Він з сином Ліком радо прийняли аргонавтів на їхньому шляху до Колхіди.